# Принцип мінімуму потенціальної енергії

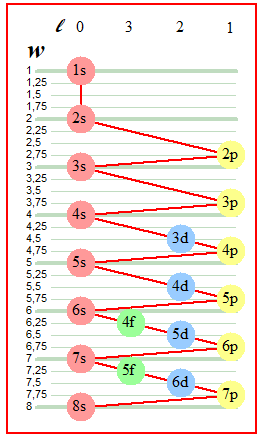
Заповнення електронних рівнів атомів відбувається за принципом мінімуму потенціальної енергії відповідно до повного квантового числа.

Принцип мінімуму загальної потенціальної енергії (англ. principle of minimum total potential energy) — це фундаментальне поняття, що використовується у фізиці, хімії, біології та техніці. Він стверджує, що структура або тіло повинні деформуватися або зміщуватися до положення, яке мінімізує загальну потенційну енергію, при цьому втрачена потенційна енергія розсіюється як тепло. Наприклад, мармур, поміщений в миску, переміститься на дно і там буде лежати, і так само, навантажена снігом гілка дерева буде нахилятися в нижнє положення. Нижнє положення — це положення для мінімальної потенційної енергії: це стабільна конфігурація рівноваги. Принцип має багато застосувань у структурному аналізі та механіці твердого тіла.
Тенденція до мінімуму загальної потенційної енергії зумовлена другим законом термодинаміки, який стверджує, що ентропія системи максимізується в рівновазі. Враховуючи дві можливості — низький вміст тепла та високу потенційну енергію, або високий вміст тепла та низьку потенційну енергію, остання буде станом з найвищою ентропією, а отже, буде станом, до якого рухається система.
Принцип мінімальної загальної потенційної енергії не слід плутати з пов'язаним з ним принципом мінімальної енергії, який стверджує, що для системи, яка змінюється без передачі тепла, загальна енергія буде мінімізована.
Зверніть увагу, що в більшості складних систем існує один глобальний мінімум і багато локальних мінімумів (менших занурень) потенційної енергії. Вони називаються метастабільними станами. Система може перебувати в місцевому мінімумі протягом тривалого часу — навіть фактично нескінченний проміжок часу.

## Історія
Принцип найменшої дії, або варіаційний принцип, увів у фізику П'єр Ферма (1601–1665)  — французький математик, засновник аналітичної геометрії і теорії чисел. Принцип Ферма — основний принцип геометричної оптики, з якого випливають закони відбиття та заломлення світла.  Згідно з цим принципом, світло поширюється від точки до точки по шляху, що потребує найменшого часу: природа діє найлегшими та найдоступнішими шляхами. Пізніше, у наступних століттях, цей принцип розробляли Мопертюї, Ейлер, Лаґранж, Гамільтон. Його універсальність і виняткова роль у фізиці стали зрозумілими після робіт Гельмгольца, Планка .

## Приклади
Вільний протон і вільний електрон, як правило, поєднуються, утворюючи найнижчий енергетичний стан (основний стан) атома, принцип Ауфбау , найбільш стабільну конфігурацію. Це пов'язано з тим, що енергія цього стану на 13,6 електрон вольт (еВ) нижча, ніж коли дві частинки розділяються на нескінченну відстань. Розсіювання в цій системі набуває форми спонтанного випромінювання електромагнітного випромінювання, що збільшує ентропію навколишнього середовища.
Принцип мінімальності потенційної енергії в квантовій механіці називається варіаційним методом і використовується для наближеного розв’язку Рівняння Шредінгера .
Куля, що котиться, опиниться нерухомою на дні пагорба — точці мінімальної потенційної енергії. Причина полягає в тому, що, коли воно котиться вниз під впливом сили тяжіння, тертя, викликане його рухом, збільшує тепло навколишнього середовища із супутнім збільшенням ентропії.
Білок згортається до стану найнижчої енергії. У цьому випадку дисипація набуває форми вібрації атомів всередині або поруч з білком.